# Basket Club Ferrara
Il Basket Club Ferrara è stata la principale squadra di pallacanestro della città di Ferrara.

## Storia
Precedentemente era già esistita una squadra con denominazione Pallacanestro Ferrara (fondata nel 1982 e scomparsa nel 1995), poi seguita dalla Semper Ferrara di Pasquale Lauriola, che a causa di problemi economici fu sostituita nell'estate del 1999 dal Basket Club Ferrara del nuovo patron Roberto Mascellani. Dalla promozione in Legadue ottenuta al termine del campionato 2000-01, il Basket Club Ferrara (sponsorizzato CARIFE) ha disputato per due volte le semifinali per la promozione in Serie A, ottenendo poi la promozione in massima serie con il primo posto nella Legadue 2007-2008.
Nella stagione 2008-09 la formazione estense ha concluso il campionato di Serie A al decimo posto (arrivando in realtà all'ottavo posto a pari merito con la Scavolini Pesaro e la Pallacanestro Cantù, solo la classifica avulsa non le ha permesso di accedere ai play-off).
Nella stagione 2009-10, perdendo l'ultima partita di campionato contro la Pallacanestro Biella sua diretta concorrente per la salvezza, la squadra bianconera retrocede in Legadue. Questa è anche la prima retrocessione della società, che in persona del patron Mascellani dichiara un disimpegno e mette in vendita le quote del Club. Il patron successivamente verrà deferito per le parole espresse nei confronti degli arbitri dopo la partita giocata a Biella.
Dopo le dure parole dell'ex-presidente, su Facebook nasce "Lega2 a Ferrara", un gruppo che "nasce per tutte quelle persone che vogliono che il Basket professionistico rimanga a Ferrara, per fare capire alle istituzioni ferraresi (se ancora non fosse chiaro) quanto è importante il basket per Ferrara ed i ferraresi". Nel frattempo è sempre più forte l'interesse di Fortitudo Bologna, Scaligera Basket Verona e Orlandina Basket per rilevare il titolo sportivo in bilico. Nel luglio 2010 il presidente Mascellani ha confermato la sua presenza alla guida della società per la stagione 2010-2011: lo sponsor ufficiale Cassa di Risparmio di Ferrara viene sostituito da Naturhouse, il campionato si conclude con una tranquilla salvezza.
Nell'estate 2011 il proprietario Roberto Mascellani ha ceduto la società a Giulio Romagnoli e Marco Scapoli, facenti parte di una holding denominata Fortitudo 2011 che inizialmente si ripropone di fare ripartire la Fortitudo. I proprietari del nuovo club chiameranno il nuovo sodalizio Biancoblù Basket Bologna, squadra che è la prosecuzione del progetto di Romagnoli iniziato nel 2010 in cui venne utilizzata la "Pallacanestro Budrio". La nuova società bolognese disputerà pertanto la Legadue FIP 2011-2012, mentre la Pallacanestro Budrio cede i diritti di Serie B Dilettanti alla Vis Ferrara, che rinasce come Pallacanestro Ferrara 2011.
Dal Basket Club Ferrara sono transitati talenti americani come Jobey Thomas, Terrell McIntyre, Andre Collins, Allan Ray, Sharrod Ford. Alcuni tra gli allenatori più noti alla guida della squadra sono stati Alessandro Finelli, Luca Dalmonte, Giorgio Valli, Alberto Martelossi.

## Palmarès
- Campionato di Legadue: 1

2007-08
- Coppa Italia LNP: 2

1999, 1999-00